# 天后之戰
《天后之戰》（英語：Faithball），為2013年上映的台灣電影，題材為勵志棒球電影，導演為林立書，主演者為：倪安東、劉香慈、許效舜及林美照等。選秀歌手出身的倪安東自《愛的麵包魂》之後，再度擔綱起電影男主角，而劉香慈更是挾著「最美士官長」的氣勢首度進軍大銀幕。

## 前言
此電影為真實故事改編，描寫2003年打入金龍旗高中棒球錦標賽前四強的東石高中棒球隊。

其中，電影名稱中的天后指的是棒球隊所屬地區的宗教信仰－「媽祖」。

## 故事
烏雲密布，雷聲隆隆的夜晚，一個穿著STORM球衣的少年，雙手撐膝，周遭水窪裡都是棒球，霎時間，雨過天青，挺直身子的少年望著蔚藍天空，闔上了雙眼，彷彿感受這來自天地的一切。
十東高中操場上，充斥著練習社團的學生，突然一顆飛球打傷了一名啦啦隊女隊員，嚇得三名棒球社的學生落荒而逃。導師會議室內，各個科系老師七嘴八舌地討論著這學期的學生淘汰名單；來自美國德州的阿兜仔老師康明龍（倪安東飾）因大學學生招收不足而被校長正式解聘，於此同時，棒球社指導老師徐雅美（劉香慈飾）和闖禍棒球社學生廖健達（李明叡飾）亦因社團經費不足、社員太少為由，準備被校長廢社；此時，康明龍靈機一動，向校長毛遂自薦欲成立「十東水產棒球隊」。然而，僅有三名社員根本不足以組成隊伍，康明龍馬上想到會議室內的學生淘汰名單...；另一方面，社長阿達回到了老家尋找其他能加入球隊的人選。最終，由三位社員加上當地配天宮的孩子所組成的雜牌軍棒球隊正式成形。

## 角色

### 十東高中
十東水產棒球隊
| 演員   | 角色   | 備註                                                 |
| 倪安東 | 康明龍 | 總教練，球員稱他為「摳幾康（Coach康）」。            |
| 劉香慈 | 徐雅美 | 棒球隊領隊，亦為十東高中老師。                       |
| 曾為捷 | 柯羅勇 | 綽號小柯，原為捕魚好手，後被徵召進十東為王牌投手。   |
| 李銘叡 | 廖健達 | 綽號阿達，原棒球社員。球隊隊長也是先發投手。         |
| 陳群甯 | 林伯星 | 外號七星步。腳程快，守備位置為游擊手。               |
| 莊堉全 | 莊志霖 | 外號虎爺，力氣大，專做粗工。守備位置為捕手。         |
| 蘇祐賢 | 虎 弟  | 虎爺之弟，小跟屁蟲。對北港時曾替補為中外野手。       |
| 林士翔 | 林俊傑 | 外號桌頭，賤嘴王，守備位置為一壘手。                 |
| 郭哲彥 | 芋 頭  | 原棒球社員。記性好，擔任隊上記錄員。                 |
| 傅彥瑜 | 朱國文 | 外號順風耳，朱雙火之子。守備位置為右外野手。         |
| 許勝文 | 朱國武 | 外號千里眼，朱雙火之子，國文之弟。守備位置為二壘手。 |
| 郭信甫 | 何彥童 | 原棒球社員。綽號學妹，有點娘娘腔。守備位置為三壘手。 |
| 歐 晉  | 歐 弟  | 膚色黑，守備位置為投手。                             |
| 沈育正 | 捲 毛  | 身形肥胖，捲捲頭。對北港時曾替補為一壘手。           |
| 王智楷 | 好 客  |                                                      |
| 葉昱廷 | 葉伯豪 | 外號小葉，守備位置為中外野手。在對港北時，因傷退場。 |
|        | 郭雨琪 | 外號KIKI，球隊經理。十東轉學生。                     |

十東高中相關
| 演員   | 角色   | 備註                                 |
| 簡義哲 | 王香賜 | 十東高中校長，學生間綽號為「香腸」。 |

### 相關人物
| 演員   | 角色   | 備註                                            |
| 許效舜 | 朱雙火 | 配天官理事長，育有兩子國文、國武。              |
| 林美照 | 花 枝  | 配天宮會計                                      |
| 盛竹如 | 盛竹如 | 金龍旗轉播球評。                                |
| 馬浩然 | 馬浩然 | 金龍旗轉播主播。                                |
| 柯仁堅 | 吧噗伯 | 龍舟賽時曾出面嗆聲，十東奪冠後卻夾著尾巴落跑。  |
| 孫法鈞 | 郭平男 | 郭雨琪之父。曾為日本職棒選手。 現為烤蚵店老闆。 |
| 王俊郎 | 王教練 | 北港農工總教練，曾帶過小柯。                    |
| 林思杰 | 柯羅仁 | 柯羅勇之兄。後被債主毆傷                        |
| 秋乃華 | 青蚵嬤 | 阿達阿嬤。                                      |

### 客串演出
| 演員   | 角色   | 備註                             |
| 張花冠 | 張花冠 | 「天后之戰」十東對港北開球嘉賓。 |
| 陳明文 | 陳明文 | 「天后之戰」十東對港北開球嘉賓。 |

## 特別介紹
十東水產高中棒球隊員
- 傅彥瑜（順風耳）－東石高中棒球隊／內野手。
- 許勝文（千里眼）－東石高中棒球隊／外野手。
- 莊泓霖（虎　爺）－善化高中棒球隊／外野手。
- 蘇祐賢（虎　弟）－嘉義中學棒球隊／外野手。
- 沈育正（捲　毛）－北港農工化工科。
- 葉昱廷（小　葉）－嘉義大學棒球隊／外野手。
- 郭哲彥（芋　仔）－嘉義大學棒球隊／投手。
- 王智楷（好　客）－東勢高工棒球隊／外野手。
- 李銘叡（阿　達）－台中高農棒球隊／工具人。
- 郭信甫（學　妹）－善化高中棒球隊／捕手。
- 溫貞菱（Kiki  ）－文化大學國術系。
- 林士翔（桌　頭）－大理高中棒球隊／投手。
- 陳群甯（七星步）－善化高中棒球隊／內野手。
- 曾為捷（小　柯）－大理高中柔道隊。
- 歐　晉（歐　弟）－平鎮高中棒球隊／投手。

## 拍攝地點
- 嘉義縣朴子配天宮
- 雲林縣斗六棒球場－金龍旗比賽場地。

## 電影歌曲
| 曲別   | 歌曲名稱   | 作詞   | 作曲 | 演唱者 | 備註 |
| 主題曲 | 汗水的重量 | 黃建洲 | 陶山 | 倪安東 |      |
| 插曲   | wake up    | 倪安東 | 陶山 | 倪安東 |      |

## 電影原聲帶
| 天后之戰電影原聲帶 | 天后之戰電影原聲帶   |
| 曲序               | 曲目                 |
| ------------------ | -------------------- |
| 1.                 | 阿兜仔老師           |
| 2.                 | 十東水產棒球隊成立了 |
| 3.                 | 天兵總動員           |
| 4.                 | 原味醞釀             |
| 5.                 | 沾水的蝴蝶           |
| 6.                 | 黑馬崛起             |
| 7.                 | 九局定輸贏           |
| 8.                 | 過關斬將             |
| 9.                 | 永遠不會太遲         |
| 10.                | 我們都是天后之子     |
| 11.                | 隊長的夢想           |
| 12.                | 最後一棒             |
| 13.                | 十東水產男子棒球隊歌 |

## 票房
首週票房近2000萬元新台幣，最後票房約2300萬元新台幣。

## 腳註
1. ↑  天后劉香慈粗腿現形 買滷味臭臉踩街 2013.3.9 自由

## 外部連結
- 天后之戰的Facebook專頁
- Yahoo奇摩電影上《天后之戰》的資料（繁體中文）
- MSN娛樂上《天后之戰》的資料（繁體中文）

- 開眼電影網上《天后之戰》的資料（繁體中文）
- 豆瓣电影上《天后之戰》的資料 （简体中文）
- 时光网上《天后之戰》的資料（简体中文）
- 香港影庫上《天后之戰》的資料（繁體中文）
- 互联网电影数据库（IMDb）上《天后之戰》的资料（英文）